# Bạc phận
"Bạc phận" là một đĩa đơn của nhà sản xuất âm nhạc Khánh và ca sĩ kiêm sáng tác nhạc, rapper người Việt Nam – Jack sáng tác và trình bày, được ra mắt vào lúc 20h00 ngày 16 tháng 4 năm 2019 trên Zing MP3 cùng với một music video trên kênh YouTube của Khánh. Bạc phận được quảng bá là phần thứ hai của "Hồng nhan", trong chuỗi câu chuyện "Hồng nhan – Bạc phận – Sóng gió". Ca khúc đã đạt được những thành công vượt bậc, đánh dấu sự xuất hiện lần đầu của bộ đôi Jack & K-ICM trên thị trường Vpop. Đến nay, MV của Bạc phận trên Youtube đã đạt hơn 416 triệu lượt xem.

## Phát hành
Tiếp nối thành công của ca khúc Hồng nhan, tối ngày 16 tháng 4 năm 2019, Jack bất ngờ tung MV mới Bạc phận, được sản xuất bởi nhà sản xuất nhạc Khánh.
MV Bạc phận đã đạt thành tích ấn tượng khi đạt hơn 1 triệu lượt xem trên YouTube trong chưa đầy 24 giờ và lọt vào top thịnh hành Youtube tại Việt Nam. Ca khúc này cũng đã nhanh chóng chiếm lĩnh một vị trí cao trong top 10 bảng xếp hạng Zingchart Realtime.

## Câu chuyện
Dựa trên cốt truyện sẵn có từ Hồng nhan, nội dung MV Bạc phận khai thác sâu hơn vào câu chuyện tình của chàng lính trẻ sau khi xuất ngũ trở về và nhìn người mình yêu đi lấy chồng. Khi ấy Jack chỉ biết ngậm ngùi đau đớn. Với sự giúp đỡ của người bạn thân trong thời gian đi lính là Khánh, Jack về làm việc tại công ty của Khánh và ngày càng trở nên thành đạt. Ngược lại, cô người yêu cũ của Jack nay đã là vợ người ta thì đang phải chịu đựng sự bạo hành, ghen tuông của người chồng vũ phu. Liệu Jack có quay lại giúp đỡ và nối lại chuyện tình cùng cô bạn gái năm xưa? Cái kết trong MV Bạc phận sẽ khiếu nhiều người phải bất ngờ khi xem.

## Đánh giá
Không phủ nhận nội dung MV nhiều nút thắt và cao trào. Nhưng nếu để mang ra so sánh với những MV khác trong làng V-pop, thì Bạc phận cho thấy sự thiếu chuyên nghiệp trong cả kịch bản lẫn diễn xuất. Có ý kiến cho rằng hình ảnh và lời bài hát không hài hòa khi lời hát kể về chuyện tình của một cặp đôi thôn quê, nhưng các nhân vật trong MV lại ăn vận rất hiện đại, có cuộc sống "sang chảnh", diễn xuất của nhân vật người chồng vũ phu hơi... cường điệu. Đoạn intro rap tiếng Anh rất ngắn, rồi đột ngột vào phần lời Việt chính của bài khiến người nghe bất ngờ và cho rằng không nên làm vậy mà cần mở đầu mạnh mẽ hơn, cuốn hút hơn.

## Thành tích nhạc số
Tối ngày 18 tháng 4 năm 2019, chỉ sau 2 ngày phát hành, MV Bạc phận chiếm lĩnh vị trí top 1 thịnh hành YouTube Việt Nam với hơn 3 triệu lượt xem. Chỉ mất 1 tháng 17 ngày sau đó, cán mốc 100 triệu lượt xem trên YouTube, trở thành sản phẩm thứ hai của Jack đạt cột mốc này. Vào thời điểm đó, MV Bạc phận đứng thứ 4 trong top 10 MV cán mốc 100 triệu lượt xem nhanh nhất lịch sử Vpop.
Ngày 26 tháng 8 năm 2019, MV Bạc phận cán mốc 200 triệu lượt xem sau 132 ngày phát hành, trở thành MV sở hữu 200 triệu lượt xem nhanh nhất trong lịch sử Vpop.
Ngày 8 tháng 4 năm 2020, MV Bạc Phận cán mốc 300 triệu lượt xem trên Youtube, lập kỷ lục là MV cán mốc 300 triệu lượt xem nhanh nhất lịch sử Vpop, kỷ lục sau này bị phá bỏi MV Sóng gió. Thời điểm đó đã có 3 MV nhạc V-Pop đạt thành tích 300 triệu lượt xem trên YouTube gồm: Bống bống bang bang - Nhóm 365, Xúc xắc xúc xẻ - bé Bảo An, Thương lắm thầy cô ơi – bé Phan Hiếu Kiên.